# Sándor Kőrösi Csoma
Sándor Kőrösi Csoma, også kendt som Alexander Csoma de Kőrös, født Csoma Sándor (født 27. marts 1784, død 11. april 1842), var en ungarsk filolog og orientalist, forfatter til den første tibetanske-engelsk ordbog og grammatik bog. Han blev født i Kőrös, Transsylvanien, Rumænien.